# Éric Bauthéac
Éric Bauthéac, né le 24 août 1987 à Bagnols-sur-Cèze, est un footballeur français qui évolue comme milieu offensif ou d'ailier droit à l’AE Troullon, en Chypre.

## Biographie
Éric Bauthéac commence le football au SCO Orange, où il est remarqué par l'AS Saint-Étienne. Il rejoint le centre de formation stéphanois en 2000 et dispute à partir de 2006, trente-trois matchs pour sept buts marqués avec la réserve. Le club ne lui propose pas de contrat professionnel et après des essais au Stade brestois et à l'AC Arles, il rejoint l'AS Cannes, club de National en octobre 2007.

### Dijon FCO (2010-2012)
Auteur de deux très bonnes saisons entre 2008 et 2010, Éric Bauthéac est repéré par quelques clubs de Ligue 2, et rejoint donc le Dijon FCO pour la saison 2010-2011, en compagnie de son coéquipier cannois Steven Paulle. Lors de cette saison, le club termine troisième, et découvre alors la Ligue 1 lors de la saison 2011-2012 pour la première fois de son histoire. 
Éric Bauthéac se démarque de ses coéquipiers par sa pointe de vitesse, sa technique de jeu et surtout sa combativité. Aux côtés de Benjamin Corgnet et de Brice Jovial, il marque trois buts en championnat, mais le club est relégué en fin de saison.
À l'occasion de son départ, il affirmera que le plus beau souvenir de sa carrière fut la montée en L1 avec Dijon et que son plus mauvais souvenir a été la descente avec le même club.

### OGC Nice (2012-2015)
Le vendredi 15 juin 2012, il s'engage pour trois saisons avec l'OGC Nice.
À l'image de son club, il réalise une bonne première partie de saison dans un rôle de milieu gauche offensif, affichant une belle entente avec Valentin Eysseric, Camel Meriem ou Darío Cvitanich en attaque. Le 2 décembre 2012, il se distingue au Stade du Ray en tant que buteur puis passeur décisif lors de la victoire remarquée de Nice 2-1 contre le PSG. Son premier doublé en Ligue 1 du 6 avril 2013 marqué contre le Toulouse Football Club, dont un coup franc direct, permet à Nice de s'imposer 4-3 en déplacement et de rester au contact de la tête du classement à l'issue de la 31e journée.
Le 5 mai 2013, Éric Bauthéac inscrit un but contre Rennes, Nice l'emporte 3-0 avec également un doublé de Darío Cvitanich.
Le 22 septembre 2013, jour de l'inauguration du stade, il est le premier joueur français à inscrire un but à l'Allianz Riviera et le premier buteur du nouveau stade dans une action de jeu.
Le 6 décembre 2014 lors de la 17e journée de Ligue 1, les équipes de Nice et de Caen se rencontrent. Et alors que Caen mène 2 à 1, le Niçois Alassane Pléa est légèrement accroché par Lenny Nangis dans la surface de réparation. Éric Bauthéac transforme le pénalty en trompant Rémy Vercoutre d’une panenka plein axe qui ramène les deux équipes à égalité (2-2, 63e minute). Nice emportera finalement la rencontre par 3 buts à 2. 
Le 23 mai 2015 lors de la 38e journée de la Ligue 1, il inscrit un doublé contre le Toulouse Football Club permettant à l'OGC Nice de terminer à la 11e place du championnat.

### Lille OSC (2015-2017)
Alors qu'il lui reste un an de contrat avec le club azuréen, il est transféré au LOSC le 25 juin 2015 contre une somme avoisinant les 2,5  millions d'euros, pour 3 saisons.
Le 11 juillet 2015, il marque son premier but sous les couleurs lilloises lors de son premier match face à l'US Boulogne en match amical. Le 12 décembre 2015, il marque ses deux premiers buts avec le LOSC en compétition officielle contre le FC Lorient lors de la 18e journée de Ligue 1 (victoire 3-0).
Durant l'été 2017, il est placé par le nouvel entraîneur lillois Marcelo Bielsa dans le loft des joueurs indésirables. Le 7 septembre, Bauthéac et le club nordiste se séparent à l'amiable.

### Brisbane Roar FC (2017-2019)
Libre de tout contrat depuis son départ du club nordiste, et courtisé par de nombreux championnats, Éric Bauthéac choisit l'Australie pour la suite de sa carrière et s'engage au Brisbane Roar le 8 septembre 2017.
Auteur d'une première saison prometteuse[réf. nécessaire], gêné par une déchirure musculaire à la cuisse en décembre, Bauthéac inscrit un but et délivre trois passes décisives. La saison du Brisbane Roar s'achève par une sixième place du championnat régulier et une élimination lors du premier match des plays-offs.

### Omonia Nicosie (Depuis 2019)
En fin de contrat avec Brisbane Roar, il signe un contrat de trois saisons avec l'Omonia Nicosie (Chypre) le 25 juillet 2019.

## Engagements caritatifs
Depuis octobre 2014, Eric Bauthéac est parrain de l'association Gendarmes de Cœur, qui œuvre en faveur des familles (veuves ou orphelins) de militaires de la gendarmerie décédés, et des enfants de militaires de la gendarmerie atteints d'une grave maladie, notamment. 
Eric Bauthéac est l'un des membres fondateurs de l'association Sourire et Partage aux côtés de Pierre Pujol, Victoria Ravva, Elodie Lorandi, Frederic Gallet & Grégory Berben notamment...
L'Association basée à Cannes ( Alpes-Maritimes ) a pour objet d’aider moralement et matériellement les enfants gravement malades et leurs familles,.

## Statistiques
| Saison                | Club                  | Championnat           | Championnat | Championnat | Championnat | Coupe(s) nationale(s) | Coupe(s) nationale(s) | Coupe(s) nationale(s) | Compétition(s) continentale(s) | Compétition(s) continentale(s) | Compétition(s) continentale(s) | Compétition(s) continentale(s) | Total | Total | Total |
| Saison                | Club                  | Division              | M.          | B.          | P.d.        | M.                    | B.                    | P.d.                  | Comp.                          | M.                             | B.                             | P.d.                           | M.    | B.    | P.d.  |
| 2007-2008             | AS Cannes             | National              | 15          | 0           | 0           | 0                     | 0                     | 0                     | -                              | -                              | -                              | -                              | 15    | 0     | 0     |
| 2008-2009             | AS Cannes             | National              | 32          | 10          | 0           | 4                     | 0                     | 0                     | -                              | -                              | -                              | -                              | 36    | 10    | 0     |
| 2009-2010             | AS Cannes             | National              | 30          | 5           | 0           | 4                     | 2                     | 0                     | -                              | -                              | -                              | -                              | 34    | 7     | 0     |
| Sous-total            | Sous-total            | Sous-total            | 77          | 15          | 0           | 8                     | 2                     | 0                     | -                              | -                              | -                              | -                              | 85    | 17    | 0     |
| 2010-2011             | Dijon FCO             | Ligue 2               | 36          | 6           | 2           | 3                     | 0                     | 0                     | -                              | -                              | -                              | -                              | 39    | 6     | 2     |
| 2011-2012             | Dijon FCO             | Ligue 1               | 34          | 3           | 5           | 5                     | 3                     | 2                     | -                              | -                              | -                              | -                              | 39    | 6     | 7     |
| Sous-total            | Sous-total            | Sous-total            | 70          | 9           | 7           | 8                     | 3                     | 2                     | -                              | -                              | -                              | -                              | 78    | 12    | 9     |
| 2012-2013             | OGC Nice              | Ligue 1               | 35          | 9           | 7           | 4                     | 1                     | 1                     | -                              | -                              | -                              | -                              | 39    | 10    | 8     |
| 2013-2014             | OGC Nice              | Ligue 1               | 27          | 4           | 3           | 4                     | 0                     | 0                     | C3                             | 2                              | 0                              | 0                              | 33    | 4     | 3     |
| 2014-2015             | OGC Nice              | Ligue 1               | 35          | 8           | 4           | 2                     | 0                     | 0                     | -                              | -                              | -                              | -                              | 37    | 8     | 4     |
| Sous-total            | Sous-total            | Sous-total            | 97          | 21          | 14          | 14                    | 1                     | 1                     | -                              | 2                              | 0                              | 0                              | 113   | 22    | 15    |
| 2015-2016             | LOSC Lille            | Ligue 1               | 28          | 2           | 1           | 6                     | 1                     | 0                     | -                              | -                              | -                              | -                              | 34    | 3     | 1     |
| 2016-2017             | LOSC Lille            | Ligue 1               | 13          | 0           | 2           | 2                     | 0                     | 2                     | -                              | -                              | -                              | -                              | 15    | 0     | 4     |
| Sous-total            | Sous-total            | Sous-total            | 41          | 2           | 3           | 8                     | 1                     | 2                     | -                              | -                              | -                              | -                              | 49    | 3     | 5     |
| 2017-2018             | Brisbane Roar         | A-League              | 21          | 2           | 4           | -                     | -                     | -                     | AFC                            | 1                              | 1                              | 0                              | 22    | 3     | 4     |
| 2018-2019             | Brisbane Roar         | A-League              | 24          | 7           | 6           | 1                     | 0                     | 0                     | -                              | -                              | -                              | -                              | 25    | 7     | 6     |
| Sous-total            | Sous-total            | Sous-total            | 45          | 9           | 10          | 1                     | 0                     | 0                     | -                              | 1                              | 1                              | 0                              | 47    | 10    | 10    |
| 2019-2020             | Omonia Nicosie        | Division 1            | 18          | 4           | 3           | -                     | -                     | -                     | -                              | -                              | -                              | -                              | 18    | 4     | 3     |
| 2020-2021             | Omonia Nicosie        | Division 1            | 8           | 4           | 1           | -                     | -                     | -                     | C1+C3                          | 5+4                            | 0+1                            | 1+0                            | 17    | 5     | 2     |
| Sous-total            | Sous-total            | Sous-total            | 26          | 8           | 4           | 1                     | 0                     | 0                     | -                              | 9                              | 1                              | 1                              | 36    | 9     | 5     |
| Total sur la carrière | Total sur la carrière | Total sur la carrière | 356         | 64          | 38          | 39                    | 7                     | 5                     | -                              | 12                             | 2                              | 1                              | 407   | 73    | 44    |

## Palmarès
- Finaliste de la Coupe de la Ligue en 2016 avec le LOSC Lille
- Champion de Chypre en 2020 avec Omonia Nicosie
- Champion de Chypre en 2021 avec Omonia Nicosie